# بوعزة بوضرساية
بوعزة بوضرساية من مواليد عام 1956 في الجزائر هو أستاذ في التاريخ الحديث و المعاصر، باحث، ومؤرخ جزائري. تولى رئاسة جامعة البشير الإبراهيمي ببرج بوعريرج في 11 نوفمبر 2021.

## سيرة
ولد بوضرساية في 8 ديسمبر 1956، نال شهادة البكالوريا في الآداب عام 1977، زاول دراسته بجامعة الجزائر ونال شهادة الليسانس في التاريخ عام 1980، وتابع دراسته إلى أن حاز الدكتوراه في التاريخ الحديث والمعاصر في عام 2005.

## المؤلفات

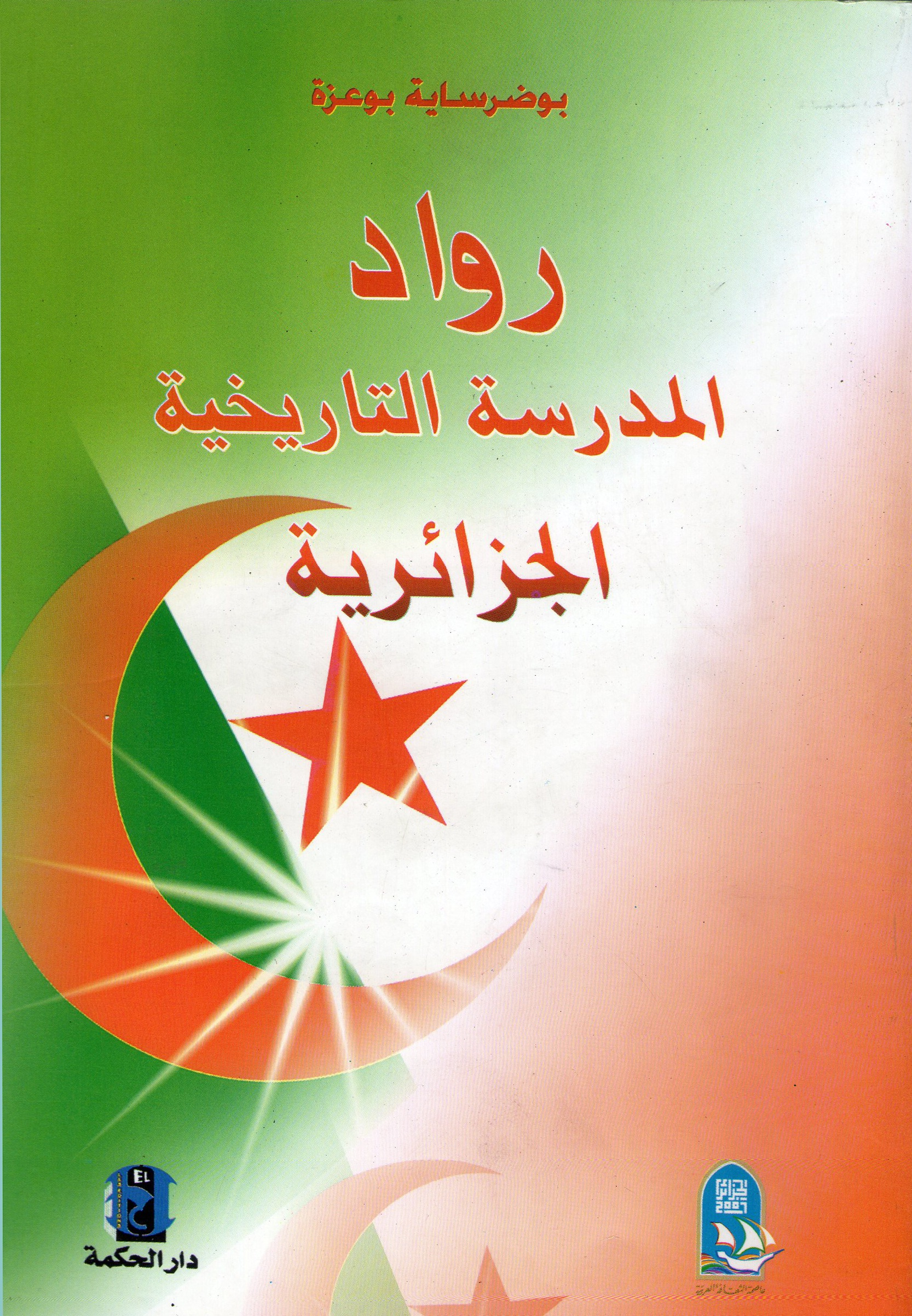

- 2007 – «رواد المدرسة التاريخية الجزائرية» دار الحكمة للنشر الجزائر، (ردمك 978-9947-842-00-3)[4][5]

- 2007 – «الجرائم الفرنسية والإبادة الجماعية» منشورات المركز الوطني للدراسات التاريخية الجزائر(ردمك 978-9961-846-19-3).[6]

- 2012 – «الحاج أحمد باي في الشرق الجزائري رجل دولة ومقاوم 1830 – 1848» دار الحكمة للنشر الجزائر(ردمك 978-9947-842-68-3).[7]

- 2012 – «سياسة فرنسا البربرية في الجزائر 1830 _1930 وانعكاساتها على المغرب العربي» دار الحكمة للنشر الجزائر (ردمك 978-9947-842-69-0).[8]

- 2013 – «قسنطينة المدينة المقاومة (قاهرة جنرالات فرنسا)» دار الاجتهاد للنشر الجزائر 2013.
- ثلاثة كتب تحت بمناسبة قسنطينة عاصمة الثقافة العربية 2015.

## الملتقيات الدولية
1. الملتقى الدولي الرابع حول التاريخ العماني المنعقد بالعاصمة العمانية مسقط نوفمبر 2014.[9]
2. الملتقى الدولي المنعقد بالعاصمة البورندية بوجمبورة حول الحضارة الإسلامية والدور العماني في البحيرات العظمى 2015.
3. الملتقى الدولي المنعقد بالعاصمة الفرنسية باريس حول التاريخ العماني في الأرشيف الفرنسي 6 و 7 أبريل 2015.
4. الملتقى الدولي المنعقد بالخرطوم حول العلاقات الأفريقية التركية.

## الدراسات المتخصصة
1. التجارب النووية الفرنسية في الصحراء الجزائرية.
2. دور الحركة الطلابية الجزائرية في ثورة أول نوفمبر 1954.
3. مقدمات ثورة أول نوفمبر 1954.
4. موقف حاكم مصر محمد علي من احتلال فرنسا للجزائر 1830.
5. موقف المؤرخ التونسي ابن أبي ضياف من الاحتلال الفرنسي للجزائر.
6. بعض جوانب الحركة الوطنية في منظور العالم الفرنسي الأنثربولوجي دي بارميي.
7. مظاهرات 11 ديسمبر 1960 ذكرى وعبرة.
8. رموز مجهولة من المقاومة الجزائرية خلال القرن 19.
9. مظاهرات 17 أكتوبر 1961 بفرنسا.
10. الحاج أحمد باي في ذكراه 145.
11. صدى الثورة الجزائرية في الإعلام الغربي الفرنسي.
12. بوادر تصدع الحركة الوطنية الجزائرية.
13. جول روي وكتابه حرب الجزائر.
14. الجهاد البحري في كتابات المؤرخ الجزائري مولاي بلحميسي.[10]
15. جمال قنان المجاهد المؤرخ.
16. جرائم الاستعمار الفرنسي خلال النصف الثاني من القرن التاسع عشر.
17. الاستراتيجيات العسكرية في المقاومات الشعبية خلال النصف الثاني من القرن التاسع عشر.